# NXT Battleground 2025
NXT Battleground 2025 è stata la terza edizione dell'omonimo premium live event prodotto dalla WWE, in esclusiva per il roster di NXT. L'evento si è svolto il 25 maggio 2025 al Yuengling Center di Tampa in Florida ed è stato trasmesso su Peacock negli Stati Uniti, su Netflix nei paesi in cui è disponibile il servizio e sul WWE Network nel restante dei paesi.
L'evento è stato annunciato il 7 marzo 2025, con il Yuengling Center che ha ospitato la sera precedente Saturday Night's Main Event XXIX mentre la sera successiva ha ospitato anche la puntata settimanale di Raw. Il main event è stato l'incontro tra Joe Hendry e Trick Williams per il TNA World Championship, con il titolo della Total Nonstop Action Wrestling che è stato difeso per la prima volta in un evento WWE a seguito dell'accordo pluriennale tra le due federazioni siglato a gennaio 2025.

## Storyline
Il main event dell'evento è l'incontro che vede contrapposti il detentore del TNA World Championship Joe Hendry e lo sfidante Trick Williams. Nella puntata di NXT del 22 aprile, Williams interruppe un promo di Oba Femi dove reclamò una sfida tra lui ed l'NXT Champion per il titolo ma venendo a sua volta interrotto da Joe Hendry che incolpò Williams per la sua sconfitta a NXT Stand & Deliver e del suo cambiamento, ma il rivale gli rispose ricordandogli che non proviene da la sua sconfitta contro Randy Orton a WrestleMania 41 e che non è il benvenuto ad NXT prima di venir attaccato da Oba Femi e da Hendry stesso. Cinque giorni più tardi a TNA Rebellion, Joe Hendry riuscì a difendere il suo titolo dall'assalto di Frankie Kazarian ed Ethan Page ma venne attaccato dopo l'incontro da Trick Williams con il Trick Shot e raccogliendo poi il titolo lanciando la sua sfida al campione. Nella successiva puntata di NXT, Hendry chiamò fuori il suo nuovo sfidante ma venne attaccato invece dal Darkstate. Due giorni dopo a TNA Impact!, Williams interferì nel main event della puntata costando ad Hendry e gli Hardy Boyz il loro match contro Frankie Kazarian, Nic Nemeth e Ryan Nemeth ed attaccandolo al termine dell'incontro e la stessa sera venne annunciato un tag team match tra Hendry ed Elijah contrapposti a Williams e Kazarian per TNA Under Siege. Nella puntata di NXT del 6 maggio, Williams interferì nuovamente nel match del rivale che lo vedeva coinvolto insieme agli NXT Tag Team Champion Hank Walker e Tank Ledger contro il Darkstate, costando il match. Lo scozzese fece la sua apparizione durante la battle royal per disturbare il rivale e facilitarne l'eliminazione ad opera di Elijah. Più tardi nella puntata, la general manager Ava annunciò, dopo un consulto con Santino Marella (TNA Director of Authority), l'incontro tra Hendry e Williams valido per il TNA World Championship ad NXT Battleground.
Dopo aver difeso il suo titolo dall'assalto di Trick Williams e Je'Von Evans ad NXT Stand & Deliver, il 29 aprile venne indetta una battle royal per decretare il primo sfidante all'NXT Championship detenuto da Oba Femi. La settimana successiva si tenne una battle royal a venticinque uomini che vide Myles Borne uscirne come vincitore dopo aver eliminato contemporaneamente sia Ethan Page che Shawn Spears. Sette giorni più tardi il primo sfidante tenne un promo che venne però interrotto da Page che lanciò una sfida la stessa sera a Borne, che accettò. L'incontro venne poi vinto dal già contendente numero uno al titolo.
Ad NXT Stand & Deliver, Channing "Stacks" Lorenzo tradì Tony D'Angelo colpendolo con un colpo basso costando alla D'Angelo Family l'incontro contro il Darkstate. Nella puntata di NXT del 29 aprile, D'Angelo si presentò sul ring insieme a degli scagnozzi con il suo ex compagno di stable che rispose tramite un video ricordandogli come la posizione di Luca Cruisfino e di Adriana Rizzo all'interno della Family fosse in dubbio e di scegliere bene di chi fidarsi prima di venire attaccato da una parte dei suoi scagnozzi, riuscendo a liberarsi. Nella puntata del 13 maggio, D'Angelo venne distratto durante il suo incontro con Wes Lee da Lorenzo che si presentò fuori da casa della Rizzo facendo abbandonare il match a D'Angelo che si precipitò subito all'abitazione venendo però assalito da Lorenzo con un piede di porco. Più tardi nella puntata venne sancita l'ufficialità riguardante il loro scontro ad NXT Battleground.
Ad NXT Stand & Deliver, Stephanie Vaquer difese con successo il suo titolo contro Jaida Parker, Giulia e Jordynne Grace. Nella puntata del 29 aprile, Giulia fece coppia con Roxanne Perez per fronteggiare la Women's World Champion Iyo Sky e Jordynne Grace, con quest'ultime che ebbero la meglio sulle avversarie. Più tardi nella serata, la general manager Ava annunciò un incontro tra Giulia e la Grace per la puntata successiva con in palio il posto come prima sfidante all'NXT Women's Championship. Sette giorni più tardi si tenne l'incontro tra le due e vide Jordynne Grace avere la meglio sulla rivale conquistando la sfida titolata contro Stephanie Vaquer.
Il ladder match di NXT Stand & Deliver per decretare la nuova NXT Women's North American Champion fu vinto da Sol Ruca, mentre tra le altre partecipanti erano presenti anche la ex campionessa Kelani Jordan e Zaria, compagna tag della Ruca. Nella puntata del 6 maggio, Jordan affrontò Zaria con quest'ultima che ebbe la meglio. Due settimane più tardi le due si affrontarono nuovamente ed in caso di vittoria la Jordan avrebbe ottenuto un'opportunità titolata contro Sol Ruca. L'incontro venne vinto proprio dall'ex campionessa che approfittò di un disguido tra Ruca e l'avversaria per inchiodarla al tappeto con un roll-up, guadagnandosi la sfida per il titolo.
Ad NXT Stand & Deliver Hank Walker e Tank Ledger sconfissero i Fraxiom (Nathan Frazer ed Axiom) diventando i nuovi NXT Tag Team Champions. Nella puntata successiva all'evento, i nuovi campioni difesero positivamente le cinture dall'assalto di Josh Briggs e Yoshiki Inamura. Nella puntata del 6 maggio, Inamura informò il suo partner Briggs del suo ritorno in Giappone non facendosi convincere di Briggs di fargli cambiare idea, con quest'ultimo che venne poi raggiunto dal suo ex compagno di coppia Brooks Jensen, ora alleato con Shawn Spears e Niko Vance. Nella puntata del 20 maggio, Spears riuscì a sconfiggere Briggs che tentò di attaccarlo nel post-match prima di venire bersagliato dai compagni di stable di Spears, venendo però aiutato da Hank Walker e Tank Ledger. Più tardi nella serata venne ufficializzato un six-man tag team match.

## Risultati
| # | Match | Stipulazioni                                               | Durata |
| - | --- | ---------------------------------------------------------- | ------ |
| 1 | Sol Ruca (c) ha sconfitto Kelani Jordan                                                                         | Single match per l'NXT Women's North American Championship | 12:59  |
| 2 | Hank Walker, Tank Ledger e Josh Briggs hanno sconfitto Brooks Jensen, Niko Vance e Shawn Spears (con Izzi Dame) | Six-man tag team match                                     | 9:26   |
| 3 | Channing "Stacks" Lorenzo ha sconfitto Tony D'Angelo                                                            | Single match                                               | 15:14  |
| 4 | Stephanie Vaquer (c) ha sconfitto Jordynne Grace                                                                | Single match per l'NXT Women's Championship                | 16:07  |
| 5 | Oba Femi (c) ha sconfitto Myles Borne                                                                           | Single match per l'NXT Championship                        | 16:49  |
| 6 | Trick Williams ha sconfitto Joe Hendry (c)                                                                      | Single match per il TNA World Championship                 | 14:58  |